# Річард Стірмен
Річард Стірмен (англ. Richard Stearman, нар. 19 серпня 1987, Вулвергемптон) — англійський футболіст, півзахисник клубу «Дербі Каунті».
Виступав, зокрема, за клуби «Лестер Сіті» та «Шеффілд Юнайтед», а також молодіжну збірну Англії.
Переможець Чемпіонату Футбольної ліги.

## Клубна кар'єра
Народився 19 серпня 1987 року в місті Вулвергемптон. Вихованець футбольної школи клубу «Лестер Сіті». Дорослу футбольну кар'єру розпочав 2004 року в основній команді того ж клубу, в якій провів чотири сезони, взявши участь у 116 матчах чемпіонату.  Більшість часу, проведеного у складі «Лестер Сіті», був основним гравцем команди.
Своєю грою за цю команду привернув увагу представників тренерського штабу клубу «Вулвергемптон», до складу якого приєднався 2008 року. Відіграв за клуб з Вулвергемптона наступні п'ять сезонів своєї ігрової кар'єри. Граючи у складі «Вулвергемптона» також здебільшого виходив на поле в основному складі команди. За цей час виборов титул переможця Чемпіонату Футбольної ліги.
Протягом 2013 року захищав кольори клубу «Іпсвіч Таун».
У 2013 році повернувся до клубу «Вулвергемптон». Цього разу провів у складі його команди два сезони.  Тренерським штабом нового клубу також розглядався як гравець «основи».
Згодом з 2015 по 2017 рік грав у складі команд «Фулгем» та «Вулвергемптон».
З 2017 року три сезони захищав кольори клубу «Шеффілд Юнайтед». 
Протягом 2020—2021 років захищав кольори клубу «Гаддерсфілд Таун».
До складу клубу «Дербі Каунті» приєднався 2021 року. Станом на 21 січня 2023 року відіграв за клуб з Дербі 24 матчі в національному чемпіонаті.

## Виступи за збірні
У 2003 році дебютував у складі юнацької збірної Англії (U-16), загалом на юнацькому рівні взяв участь у 13 іграх.
Протягом 2008–2009 років залучався до складу молодіжної збірної Англії. На молодіжному рівні зіграв у 4 офіційних матчах.

## Титули і досягнення
- Переможець Чемпіонату Футбольної ліги (1):

«Вулвергемптон»: 2008-2009